# 寶可夢特別篇角色列表

圖為截至第十三章的的十九位圖鑑持有人（來自特別篇山本智畫集封面）。

本列表記載由日下秀憲原作、真斗（前期）和山本智（現任）作畫，改編自《寶可夢》電玩系列的漫畫《寶可夢特別篇》中登場的人物。

## 圖鑑持有人（各章主角）
「圖鑑持有人」是指由各地區的寶可夢權威博士經由直接或因緣際會下獲得認可而被授予「寶可夢圖鑑」的訓練家，同時也是本作的主角群。
截自第十五章，一共有二十三位圖鑑持有人，並且根據其主要來自的地區和持有的圖鑑版本，可分為八組。

圖為第一章至第六章的十位主角。

### 關都地區的圖鑑持有者
小智（赤紅）（Red，紅）
第一章和第五章的主角，本作的代表主角。居住於關都地區的真新鎮，是一位熱愛神奇寶貝的開朗少年，立志成為最強的神奇寶貝訓練師，從大木博士那取得神奇寶貝圖鑑。個性天然大而化之，初期有些魯莽，後逐步成長。
在第一章中他與小茂小藍聯手對抗火箭隊並將其瓦解。持有關都地區的七枚道館徽章（雖然打贏坂木但未取得徽章）。之後參加石英高原的第九屆神奇寶貝聯盟賽並獲得優勝。
在第二章接到關都四天王的挑戰書前去應戰後行蹤不明，後來協助小洛對抗他們。
其後在第三章為了治療在四天王之戰中遭到凍傷的手而前往白銀山溫泉療傷。後來與小茂小藍一同騎乘三神鳥對抗鳳王和洛奇亞，隨後與阿金等人會合一同對抗戴面具的男子。
之後在第五章前往七之島，並對抗重新復活的火箭隊及被利用的代歐奇希斯，不過卻在結尾遭到三獸士沙奇派出的神秘神奇寶貝與超夢使出的絕招對撞波及，而與小茂、小藍、小洛、阿銀一同被石化。
後在第六章得到幻之神奇寶貝基拉祈的幫助解除石化，並協助米拉特等人對抗鎧甲男。
在第十三章中再度出現，為追擊從正輝那強行奪走紅藍寶珠碎片的犯人而與小藍來到豐緣地區，並揭示其已習得百萬進化，能令妙蛙花百萬進化。之後與眾人協助防止巨大隕石碎片墜落。
由於其擅長神奇寶貝對戰，在第三章被大木博士給予稱號「戰鬥者」。
人物藍本來自於電玩紅、綠、藍、皮卡丘版及火紅、葉綠版男主角。生日是8月8日（獅子座）。
年齡：第一章11歲→第二章13歲→第三章14歲→第五章、第六章16歲→第十三章20歲
持有的神奇寶貝：
| 小智（赤紅）所持有的神奇寶貝 | 小智（赤紅）所持有的神奇寶貝 | 小智（赤紅）所持有的神奇寶貝              | 小智（赤紅）所持有的神奇寶貝 |
| 暱稱                         | 性別                         | 寶可夢                                    | 備註 |
| ---------------------------- | ---------------------------- | ----------------------------------------- | --- |
| 妙蛙                         | ♂                            | 妙蛙種子 → 妙蛙草 → 妙蛙花 （超級妙蛙花） | 大木博士贈與的神奇寶貝。 於第五章習得草系究極技瘋狂植物。 於第十三章揭示其已習得百萬進化。 |
| 快泳                         | ♂                            | 蚊香蝌蚪 → 蚊香蛙 → 快泳蛙                | 小智的第一隻神奇寶貝 |
| 皮卡                         | ♂                            | 皮卡丘                                    | 小智在尼比市收服的神奇寶貝，後成為小智的得力幹將。 另外亦數次充當小洛隊的成員。 於第六章揭示其已習得電系究極技伏特攻擊。 |
| 皮卡                         | ♂                            | 暴鯉龍                                    | 小智拿大鉗蟹和小霞交換來的神奇寶貝。 |
| 卡比                         | ♂                            | 卡比獸                                    | 小智在單車比賽中收服的神奇寶貝。 |
| 翼龍                         | ♂                            | 化石翼龍                                  | 小智在紅蓮鎮使用夏伯研究所的儀器後，從神秘琥珀中復活過來的。 牠的出現補齊了小智在空中戰的不足之處。 |
| 小布                         | ♂                            | 伊布→太陽精靈                             | 原為火箭隊的實驗對象，後被小智在野外收服。 擁有根據對戰需求轉換水、電、火三種屬性的能力。 最初只能不受控制地轉換，直到第二章中小智利用枯葉港能反覆使用的進化之石後，才穩定此項能力。 在第三章進化成太陽精靈後就不具備此項能力。 |

小茂（青綠）（Green，綠）
全名：大木 茂（オーキド グリーン）
赤紅最好的朋友也是永遠的勁敵，個性冷靜沉著，是大木博士的孫子。初期與小智性格不合，不過在經過幾次磨合之後逐漸認同小智。小時候曾在城都地區留學過一段時間，似乎也曾到過卡洛斯地區留學。曾在第九屆石英高原的神奇寶貝聯盟賽中獲得準優勝（第二名）。
在第三章中由於小智為治療手放棄道館館主的考試，而由他代替接任常磐市的道館館主。在聯盟賽的道館館主示範賽中對上自己在城都地區的師父阿四。之後與小智一同前往桐樹林協助對抗戴面具的男子。
後來在第五章與小智一同前往七之島，並對抗重新復活的火箭隊，但在結尾遭到石化。之後在第六章得到基拉祈的幫助解除石化，並協助米拉特等人對抗鎧甲男。在第六章結束後與阿銀前去尋找坂木未果，將自己進化成功的超鐵暴龍暫時借給阿銀補充戰力。
在第十二章中再度出現並造訪卡洛斯地區，協助艾克斯和華依等人對抗閃焰隊，同時揭示其已從百萬進化大師可可布爾那習得百萬進化，能令噴火龍百萬進化。與卡洛斯地區的冠軍卡露乃為舊識。
由於其擅長培育神奇寶貝，在第三章被大木博士給予稱號「培育者」。
人物藍本來自於電玩紅、綠、藍、皮卡丘版及火紅、葉綠版勁敵。生日是11月22日（天蠍座）。
年齡：第一章11歲→第二章13歲→第三章14歲→第五章、第六章16歲
持有的神奇寶貝：
| 小茂（青綠）所持有的神奇寶貝   | 小茂（青綠）所持有的神奇寶貝 | 小茂（青綠）所持有的神奇寶貝             | 小茂（青綠）所持有的神奇寶貝                                                                       |
| 暱稱                           | 性別                         | 寶可夢                                   | 備註                                                                                               |
| ------------------------------ | ---------------------------- | ---------------------------------------- | -------------------------------------------------------------------------------------------------- |
| 噴火龍                         | ♂                            | 小火龍 → 火恐龍 → 噴火龍 （超級噴火龍Y） | 從爺爺大木博士那取得的神奇寶貝。 於第五章習得火系究極技爆炸燃燒。 於第十二章揭示其已習得百萬進化。 |
| 巨鉗螳螂                       | ♂                            | 飛天螳螂 → 巨鉗螳螂                      | 小茂的第一隻神奇寶貝。                                                                             |
| 3D龍Ⅱ                          | ♂                            | 3D龍 → 3D龍Ⅱ                             | 小茂於彩虹市遊樂中心獲得的神奇寶貝。                                                               |
| 哥達鴨                         | ♂                            | 哥達鴨                                   | 一開始就有的神奇寶貝。                                                                             |
| 怪力                           | ♂                            | 豪力 → 怪力                              | |
| 超鐵暴龍                       | ♂                            | 鐵甲暴龍 → 超鐵暴龍                      | |
| 小茂（青綠）放在道館的神奇寶貝 |                              |                                          | |
| 暱稱                           | 性別                         | 寶可夢                                   | 備註                                                                                               |
| 九尾                           | ♂                            | 九尾                                     | |
| 比雕                           | ♂                            | 比雕                                     | |
| 椰蛋樹                         | ♂                            | 椰蛋樹                                   | |
| 胡地                           | ♂                            | 胡地                                     | |
| 風速狗                         | ♂                            | 風速狗                                   | |

小藍（Blue，藍）
第一章和第五章的女主角，真新鎮出生的少女，在五歲時曾被戴面具的男子用鳳王抓走，後與同被抓的阿銀一起逃出來。個性機智、有點容易得意忘形。初期為求生存經常四處招搖撞騙，後在大木博士的感化下決定改過自新，並獲得圖鑑。曾在第九屆石英高原的神奇寶貝聯盟賽中獲得季軍（因大木博士棄權）。
第二章中因偶然見識到小洛的特殊能力及其與小智的淵源，而擔任將其推上旅程的幕後推手。
由於曾被鳳王抓走的關係，十分害怕鳥神奇寶貝，不過在第三章克服了此項弱點，還特地去捕捉傳說中的三隻鳥神奇寶貝－急凍鳥、閃電鳥和火焰鳥，並聯合小智小茂對抗戴面具的男子手下及鳳王和洛奇亞。
原本是穿著黑色連身裙，於第五章換上全新的服裝（即電玩火紅、葉綠版女主角人設）。為了與多年不見的父母重聚而前往七之島，但遭到神秘神奇寶貝代歐奇希斯襲擊，之後與小智等人一同對抗重新復活的火箭隊，但在結尾遭到石化。之後在第六章得到基拉祈的幫助解除石化，並協助米拉特等人對抗鎧甲男。
在第十三章中再度出現，與小智一同來到豐緣地區，並揭示其已習得百萬進化，能令水箭龜百萬進化。之後與眾人協助防止巨大隕石碎片墜落。
由於其熟知神奇寶貝進化的相關知識，在第三章被大木博士給予稱號「變化者」（與阿銀的「交換者」日文同音不同字）。
人物藍本來自於初代遊戲宣傳插畫角色及電玩火紅、葉綠版女主角。生日是6月1日（雙子座）。
年齡：第一章11歲→第二章13歲→第三章14歲→第五章16歲→第六章17歲→第十三章20歲
持有的神奇寶貝：
- 小龜♂／傑尼龜→卡咪龜→水箭龜（→超級水箭龜）（小藍從大木研究所偷來的神奇寶貝（後獲得大木博士認同），於第五章習得水系究極技水電炮，於第十三章揭示其已習得百萬進化）
- 小胖丁♀／胖丁→胖可丁（小藍的第一隻神奇寶貝，原先未取暱稱，後解開心結後（因曾被戴面具的男子禁止替神奇寶貝取暱稱）並取了暱稱）
- 小百／百變怪（一開始就有的神奇寶貝）
- 小皮♂／皮皮→皮可西（一開始就有的神奇寶貝）
- 小尼多♀／尼多蘭→尼多娜→尼多后
- 小布盧♂／布盧→布盧皇

小洛（Yellow，黃）
全名：洛·蒂·常磐葛洛芙（Yellow de Tokiwa Grove，即常磐森林的小洛之意）
第二章的主角，是個有很長馬尾的女生。在常磐森林出生，繼承了常磐森林所賜予的特殊能力（可用「氣」讀取神奇寶貝的心靈，也可以治癒神奇寶貝），這個能力每十年傳承一次（另外也有傳承給渡等人）。此外亦有輕微的念動能力，及讓神奇寶貝的等級隨著氣場提升（小茂訓練的）。
曾經在常磐森林迷路被小智所救，從而對小智產生好感跟愛慕的心，後在第二章聽從小藍的指示，出發尋找失蹤的小智。為了在旅途中不被人輕視，因此小藍叫她戴上草帽來掩飾她真正的性別。不擅長收服神奇寶貝，也並不喜歡讓神奇寶貝戰鬥與進化。使用特殊能力後容易打瞌睡。興趣是畫畫和釣魚。
在第三章與叔叔一同前往城都地區調查有關神秘的巨大鳥神奇寶貝的情報，後在一次偶然下喚醒了沉睡在燒焦塔裡的傳說神奇寶貝－雷公、炎帝和水君。之後在桐樹林與其他人會合一同對抗戴面具的男子。
在第五章時與阿銀在常磐市相遇，透過讀取紐拉的心意外得知阿銀的父親就是坂木這件事。結尾時獲得小智的舊圖鑑而成為關都、城都地區的第七位真正圖鑑持有人，但隨後並遭到石化。之後在第六章得到基拉祈的幫助解除石化，並協助米拉特等人對抗鎧甲男。
由於其擁有治癒神奇寶貝的特殊能力，在第三章被大木博士給予稱號「治癒者」。
小洛為特別篇的原創人物，也被視為是該系列除小智外最具代表性的角色。生日是3月3日（雙魚座）。
年齡：第二章11歲→第三章12歲→第五章14歲→第六章15歲
持有的神奇寶貝：
- 丘丘♀／皮卡丘（小洛後來在第三章收服的神奇寶貝，與小智的皮卡是一對，於第六章揭示其已習得電系究極技伏特攻擊）
- 小拉拉♂／小拉達→拉達（小洛的第一隻神奇寶貝）
- 小嘟嘟♂／嘟嘟→嘟嘟利（小洛的叔叔給的，一開始就有的神奇寶貝）
- 小毛蟲♂／綠毛蟲→鐵甲蛹→巴大蝶
- 小隆隆♂／隆隆石→隆隆岩（小剛贈與的神奇寶貝）
- 小菊石♂／菊石獸→多刺菊石獸（小霞贈與的神奇寶貝）

### 城都地區的圖鑑持有者
阿金（Gold，金）
第三章和第九章的主角，與媽媽居住於若葉鎮，家裡住著很多神奇寶貝，和牠們如同家人般的生活在一起，被若葉鎮的人稱為「神奇寶貝少年」。個性草率又冒失，但是愛護神奇寶貝的心卻不輸給其他人。興趣是撞球、滑板和聽小胡桃的廣播節目。喜歡替他人取一些綽號（例如稱克麗絲為「班級股長」），不過對前輩卻十分敬重。
在第三章為了追逐偶然於空木博士的研究所交手的阿銀而出發旅行，後來遭遇了神秘的敵人戴面具的男子，與阿銀被其打敗甚至一度行蹤不明。之後與克麗絲前往石英高原的神奇寶貝聯盟會場阻止戴面具的男子的計劃，後戰場轉移自桐樹林，最後在「時間的縫隙」中讓皮丘使出「超雷神閃電」粉碎了戴面具的男子的計畫。在結尾與小智一同上白銀山修行。
其後在第六章裡與克麗絲受命協助解除小智等五位圖鑑擁有人的石化。
第九章受大木博士之託向渡調查有關創造神奇寶貝－阿爾宙斯的事，並阻止火箭隊四將軍的陰謀。由於長期淪為候補而與阿金有些心結的波克比波克太郎，也在這場事件中打破心結並連續進化為波克基斯。
由於其擁有孵化出頗具潛力的神奇寶貝的特殊能力，在第三章被大木博士給予稱號「孵化者」。
人物藍本來自於電玩 金、銀、水晶版及心金、魂銀版男主角。生日是7月21日（巨蟹座）。
年齡：第三章11歲→第六章13歲→第九章16歲
持有的神奇寶貝：
- 爆太郎♂／火球鼠→火岩鼠→火暴獸（空木博士贈與的神奇寶貝，於第六章揭示其已習得火系究極技爆炸燃燒）
- 尾太郎♂／長尾怪手→雙尾怪手（阿金的第一隻神奇寶貝）
- 蛙太郎♂／蚊香蝌蚪→蚊香蛙→牛蛙君（一開始就有的神奇寶貝）
- 向日太郎♀／向日種子→向日花怪
- 胡太郎♂／胡說樹
- 波克太郎♂／波克比→波克基古→波克基斯
- 巨翅太郎♂／巨翅飛魚與20隻鐵炮魚
- 皮丘♂／皮丘（皮卡和丘丘的小孩，由阿金所孵化。於第三章結尾使出「超雷神閃電」擊敗戴面具的男子，於第六章揭示其已習得電系究極技伏特攻擊，後來於白銀山番外篇證實「超雷神閃電」即伏特攻擊。）

阿銀（Silver，銀）
阿金的勁敵，小時候曾被戴面具男子抓走，後和小藍一起逃離，之後並一直從旁協助小藍，查出事情的真相。個性冷靜不多話，戰鬥實力深不可測。從空木博士那偷走小鋸鱷，也從大木博士那偷走一個新圖鑑。
在第三章中曾與阿金被戴面具的男子打敗，並一度行蹤不明。他為了獲取戴面具的男子情報，還曾根據渡的指示行事。之後前往桐樹林對抗戴面具的男子及其手下。
在第五章中揭示其為火箭隊首領坂木的兒子，最初阿銀無法接受，但後因其將自己從火場中救出而令他態度軟化，但因坂木昏迷而未能彼此相認，最後在結尾中遭到石化。之後在第六章得到基拉祈的幫助解除石化，並協助米拉特等人對抗鎧甲男。
後在第九章追查有關火箭隊殘黨活躍的消息，並得知了關於阿爾宙斯及其「板塊」的情報，之後與阿金和克麗絲一同阻止火箭隊四將軍的陰謀，也意外與父親再度重逢相認。不過因為坂木仍下定決心要重組火箭隊，而令阿銀也決定要以擊敗火箭隊為目標變強。雖然平時看似嚴肅，但意外也有著對機器人動畫「陶力納Ω」著迷的一面。
由於其熟知神奇寶貝交換進化的相關知識，在第三章被大木博士給予稱號「交換者」（與小藍的「變化者」日文同音不同字）。曾經幫助小茂找出鐵甲暴龍進化的方法。
人物藍本來自於電玩 金、銀、水晶版及心金、魂銀版勁敵。生日是12月24日（摩羯座）。
年齡：第三章11歲→第五章、第六章13歲→第九章16歲
持有的神奇寶貝：
- 大力鱷♂／小鋸鱷→藍鱷→大力鱷（阿銀從空木研究所偷來的神奇寶貝（後獲得認同），於第六章習得水系究極技水電炮）
- 瑪狃拉♂／狃拉→瑪狃拉（阿銀的第一隻神奇寶貝）
- 烏鴉頭頭♂／黑暗鴉→烏鴉頭頭（一開始就有的神奇寶貝）
- 刺龍王♀／墨海馬→海刺龍→刺龍王
- 暴鯉龍♂／暴鯉龍
- 圈圈熊♂／圈圈熊

克麗絲塔兒（Crystal，水晶）
第三章和第九章的女主角，暱稱克麗絲（Crys），是大木博士為了完成圖鑑內容找來的捕獲專家。擅長使用各式各樣的寶貝球，其實力甚至被傳說神奇寶貝水君所肯定，除了手之外亦擅長使用腳來捕獲神奇寶貝。其捕獲技巧是由媽媽所訓練，並曾在擂缽山上獨自進行特訓。
性格認真，做事一板一眼，因此常被阿金調侃是「超級認真派班級股長」。常在神奇寶貝學園擔任義工帶小朋友，從大木博士那賺來的錢幾乎都捐給了學園。
在第三章中接下大木博士完成圖鑑的委託，之後與阿金一同潛入石英高原的神奇寶貝聯盟會場調查戴面具的男子情報。於結尾時完成了前兩百五十種神奇寶貝的圖鑑資料，並代替奈奈美在大木博士身旁當助手。
後來在第六章裡與阿金受命協助解除小智等五位圖鑑擁有人的石化。
在第九章中因為媽媽的喜好換上心金、魂銀版的服裝，意外與阿銀相遇，並捲入阿爾宙斯事件。她一度試圖捕獲阿爾宙斯，雖然失敗告終，不過也讓阿爾宙斯短暫的對人類敞開心扉。最後與阿金和阿銀一同對抗火箭隊四將軍。
由於其擅長收服神奇寶貝，在第三章被大木博士給予稱號「收服者」。
人物藍本來自於電玩水晶版及心金、魂銀版女主角。生日是4月30日（金牛座）。
年齡：第三章11歲→第六章14歲→第九章16歲
持有的神奇寶貝：
- 百萬蹦跳♂／菊草葉→月桂葉→大菊花
- 迷唇蹦跳♀／迷唇娃
- 派拉蹦跳♀／派拉斯特
- 可拉蹦跳♂／可拉可拉
- 艾比蹦跳♂／艾比郎
- 天然蹦跳♀／天然雀→天然鳥
- 風速蹦跳♂／風速狗
- 吸盤蹦跳／吸盤魔偶

### 豐緣地區的圖鑑持有者
路比（Ruby，紅寶石）
第四章和第十三章的主角，橙華道館館主千里的兒子，剛從城都地區搬到豐緣地區，為了稱霸華麗大賽而離家出走，後與莎菲雅相遇，兩人應理念不同而爭執，最後決定約定八十天內看誰先達到目標。雖然很著重外表，但其隱藏的戰鬥力亦不可小覷，此外具有看透神奇寶貝性格的能力。於第四章結尾成功稱霸豐緣地區的華麗大賽所有項目。
起初路比極力排斥對戰在他人面前表現自己的實力，但後來在被莎菲雅質問自己為何要變強，以及因自己一時遷怒而令其神奇寶貝笨笨魚傷心離去後終於想通了，於是協助莎菲雅對抗火岩隊及水艦隊。
後來揭示路比極力排斥對戰的原因是因其小時候曾與一名玩伴女孩遭到暴蠑螈襲擊，當時路比雖然指揮神奇寶貝擊退了暴蠑螈，但因其受了重傷而令玩伴女孩嚇壞了，使得他產生了陰影，直到最終決戰前一刻，他才終於從莎菲雅無意間透漏的表白中得知她就是當年那個女孩。
在第四章最後被揭示持有幻之神奇寶貝雪拉比，雪拉比將控制超古代神奇寶貝的兩顆寶珠粉碎後，將昏迷的路比與莎菲雅送往了全員平安的時空（本來有一些人在決戰中死掉了）。
之後在第六章，他和莎菲雅一同前往豐緣的對戰開拓區參加小光表姊的婚禮，隨後與米拉特會合，協助其保護基拉祈及對抗鎧甲男。
在第十三章和米拉特從大吾那得知巨大隕石即將毀滅星球的事，起初為了不讓莎菲雅擔心而刻意隱瞞，但後來在誠實面對自己的心意及莎菲雅的感受後決定告訴她實情，和她一同面對巨大隕石的危機。最後還和莎菲雅一同上太空百萬進化裂空坐。
其師父為館主米可利，和路比一樣熱衷於華麗大賽，並且也是這方面的高手。另外由於其戰鬥的潛力，也被豐緣地區的冠軍大吾及火岩隊的女幹部篝火給看上過。
在該系列於2013年另外推出的單本雜誌《Pokémon the Comic》中公布其稱號為「魅力者」，代表其擅長華麗大賽引發神奇寶貝的魅力。
人物藍本來自於電玩紅寶石、藍寶石、綠寶石版及終極紅寶石、始源藍寶石版男主角。生日是7月2日（巨蟹座）。
年齡：第四章11歲→第六章12歲→第十三章15歲
持有的神奇寶貝：
- ZUZU♂／水躍魚→沼躍魚→巨沼怪（→超級巨沼怪）
- COCO♀／向尾喵→優雅貓
- NANA♀／土狼犬→大狼犬
- RURU♀／拉魯拉斯→奇魯莉安→沙奈朵（→超級沙奈朵）
- POPO♀／飄浮泡泡
- MIMI♀／笨笨魚→美納斯

莎菲雅（Sapphire，藍寶石）
全名：小田卷 莎菲雅
第四章和第十三章的女主角，小田卷博士的女兒，看似十分野性化，其實原先是個溫柔的少女，但因過去的事件使得她改變自己，以稱霸豐緣地區的道館為目標和路比定下為期八十天的約定而踏上旅程。在旅途中被捲入火岩隊與水艦隊的爭鬥所引起的動亂，後與路比協助平息豐緣地區的兩隻超古代神奇寶貝的爭鬥。擁有洞悉大自然的力量及判定神奇寶貝狀態的能力。於第四章結尾成功稱霸豐緣地區的道館，持有八枚道館徽章。
多次與路比的相處而漸漸對他產生好感，在最終決戰前向他告白，不過她卻不知道，路比其實就是小時候保護她的那個男孩，直到路比為了不讓她參戰將她鎖進車內，她才明白這一切。
在第六章與路比一同前往對戰開拓區參加小光表姐的婚禮，並協助米拉特保護基拉祈和對抗鎧甲男。
後來在第十三章受大吾邀約與米拉特接受百萬進化的特訓，不過由於路比刻意隱瞞的關係，她並不知道這其實是為了阻止巨大隕石撞擊星球所做的準備，之後才從彼岸口中得知真相，一度震驚勾起不愉快的回憶導致無法說話，直到後來路比坦然地向她道歉希望能與她共同並肩作戰，以及受到路比遭到彼岸的暴蠑螈擊墜的刺激，才終於又能說話。最後還和路比一同上太空百萬進化裂空坐。
其師父為館主娜琪，同時亦是米可利的情人。
在該系列於2013年另外推出的單本雜誌《Pokémon the Comic》中公布其稱號為「探究者」，代表其追求實力變強的特質。
人物藍本來自於電玩紅寶石、藍寶石、綠寶石版及終極紅寶石、始源藍寶石版女主角。生日是9月20日（處女座）。
年齡：第四章10歲→第六章11歲→第十三章15歲
持有的神奇寶貝：
- 小雞♀／火稚雞→力壯雞→火焰雞（→超級火焰雞）
- 多拉拉♂／可可多拉→可多拉→波士可多拉
- 吼鯨♂／吼鯨王
- 小甲♂／頓甲
- 熱帶龍龍♂／熱帶龍
- 古空空♂／古空棘魚
- 奇魯魯♂／奇魯莉安→艾路雷朵（→超級艾路雷朵）

米拉特（Emerald，綠寶石）
第六章的主角，是一名孤兒，由於其矮小的外型而經常受到他人嘲笑，後來在一次偶然的情況下見到了在神奇寶貝學園打工的克麗絲捕獲神奇寶貝解除危機的情景，對其產生敬佩之心，而向大木博士自薦成為圖鑑持有人，不過最初他並未馬上取得圖鑑，後來才輾轉得到圖鑑。
在第六章中受到大木博士委託前往豐緣地區的對戰開拓區尋找有關基拉祈的情報，並順便挑戰對戰開拓區。有能在一瞬間看出神奇寶貝的出生地的本領，並且用身上蒐集來的不同地點的土令神奇寶貝冷靜下來的特技。其額頭上的「綠寶石」是原先神奇寶貝協會打算人工製造作為控制裂空坐的媒介－「翠色寶珠」。
他一開始極度排斥神奇寶貝，並且聲稱喜歡的不是神奇寶貝，而是神奇寶貝對戰，甚至一度為此不願與趕來協助的路比與莎菲雅合作，後來才揭示原來是其童年的成長背景，令他不想傷害神奇寶貝，才不願與其有所接觸，在他將其過往說出來後，也終於敞開心胸接觸神奇寶貝。於第六章結尾成功稱霸豐緣對戰開拓區，持有七枚象徵。
由於其矮小的外型，在一開始他還委託機關大師替他製作一些機關，令他看起來與一般人的高度差不多，並且還特意將頭髮豎起來以掩蓋自卑心，使得他的造型看起來十分特別。直到第十三章，才終於不再掩飾其外型，並且也將頭髮放下來。
在第十三章與莎菲雅一同接受百萬進化的特訓，雖然一開始並知道巨大隕石的事，但還是幫著路比瞞著莎菲雅這件事。之後在整個事件經歷了一番波折之後，他說服了彼岸與得文公司等人和解並互相合作，防止巨大隕石墜落。
與傳說神奇寶貝拉帝歐斯和拉帝亞斯兄妹是好朋友，並被牠們暱稱為拉特（Rald）。另外他在第十三章中也常和幻之神奇寶貝胡帕互動。
在該系列於2013年另外推出的單本雜誌《Pokémon the Comic》中公布其稱號為「鎮平者」，代表其能透過神奇寶貝的「故鄉土」來撫平神奇寶貝的特殊能力。
米拉特為特別篇的原創人物，也有一說他是根據綠寶石版的對戰開拓區主角收的能取名字的徒弟。生日是5月31日（雙子座）。
年齡：第六章11歲→第十三章14歲
持有的神奇寶貝：
- 蜥蜴王♂／蜥蜴王（→超級蜥蜴王）
- 胡說樹♀／胡說樹
- 夜巨人♂／夜巨人
- 卡比獸♀／卡比獸
- 巨翅飛魚♀／巨翅飛魚
- 吸盤魔偶／吸盤魔偶

### 神奧地區的圖鑑持有者
戴亞蒙德（Diamond，鑽石）
第七章的主角，暱稱戴亞（Dia），雖然作為男主角，卻少見一般男主角的氣質，取而代之的是天真可愛的氣質。做事雖然很慢，但遇到麻煩卻會表現出冷靜的一面。他和帕爾一起成長，兩個人感情很好，雖然帕爾時常吐嘈他，但他知道其實帕爾關心他、幫助他很多，所以他十分珍惜和帕爾的友誼。他與帕爾一直很嚮往搞笑大師皮皮大師和胖丁老師，因此經常練習與神奇寶貝相關的搞笑相聲表演。
在第七章一開始他與帕爾陰錯陽差拿錯了信件，成了正要前往天冠山旅行的大小姐普蘭汀娜的保鑣，不過隨著短短幾個禮拜的相處三人的感情也越來越好。雖然在中途戴亞即看出事態有些端倪，但為仍和大家一起旅行而未說破。
隨後被捲入銀河隊事件，三人為了阻止其陰謀而決定分開行動前往目標的三大湖，戴亞來到心齊湖阻止銀河隊捕捉傳說神奇寶貝艾姆利多但失敗。之後潛入銀河隊總部，與帕爾和普蘭汀娜會合後解放三湖神，並前往天冠山阻止其計畫。
之後在第八章與帕爾、足跡博士和神奧地區的神奇寶貝協會理事長一同調查銀河隊研究員冥王的筆記本上所記載的神奇寶貝，還與電離子神奇寶貝洛托姆結為朋友。雖然遭到冥王操控的傳說神奇寶貝騎拉帝納的攻擊，但被傳送至「崩潰的世界」（毀壞的世界）倖免於難，接著遇到銀河隊首領赤日，成功說服已經動搖的赤日。隨後與帕爾、普蘭汀娜等人一同阻止冥王想操控眾傳說與幻之神奇寶貝的的陰謀。
他非常愛吃東西，胃口很好，前半段旅行中食物幾乎從不離手，卻不見長胖，此外也很會料理。他也非常喜歡機器人動畫「陶力納Ω」，隨身攜帶相關書籍及玩具機器人，能記住其內容細節及對主題曲嚷嚷上口。
在該系列於2013年另外推出的單本雜誌《Pokémon the Comic》中公布其稱號為「感受者」，代表其圓潤情感的特質及對應感情神奇寶貝－艾姆利多。
人物藍本來自於電玩鑽石、珍珠、白金版男主角。生日是4月4日（牡羊座）。
年齡：第七章、第八章12歲
持有的神奇寶貝：
- 阿龜♂／草苗龜→樹林龜→土台龜
- 阿比♂／小卡比獸
- 阿龍♂／盾甲龍→護城龍
- 阿舌♂／大舌舔
- 阿豬♂／象牙豬
- 阿奇／雷吉奇卡斯

帕爾（Pearl，珍珠）
戴亞的兒時玩伴，聰明、機靈而且元氣十足的他和同伴戴亞形成鮮明對比，雖然帕爾經常吐嘈戴亞，有時也會表現得過於急躁，但他十分珍惜與戴亞的友誼。在與戴亞的搞笑表演中，帕爾一般是吐嘈。雖然爸爸自小較少在家，但仍接受了爸爸的一些薰陶，具有幽默的性格，並且還會自己寫劇本。擁有能看透神奇寶貝即將使出的絕招的觀察能力。
在第七章與戴亞陰錯陽差成了大小姐普蘭汀娜的保鑣，在帷幕市遇見兩保鑣才知道事情真相，但兩保鑣卻遭到銀河隊的反物質武器攻擊而消失，因此和戴亞決定繼續代為護送普蘭汀娜。
在普蘭汀娜也得知真相後，三人決定分開前往銀河隊目標的三座湖，帕爾前往立志湖阻止銀河隊捕捉傳說神奇寶貝亞克諾姆但失敗。隨後被道館館主吉憲收為徒，進行特訓並完成其隊伍。之後闖入銀河隊總部與戴亞和普蘭汀娜會和一同解放三湖神，並前往天冠山阻止其計畫。
後來在八章與戴亞、足跡博士和神奧的神奇寶貝協會理事長一同調查冥王的筆記本上所記載的神奇寶貝，之後加入了與冥王和騎拉帝納的對決中，成功阻止冥王的野心。
其父親為桄榔，是神奧地區的對戰開拓區的對戰塔大君。
在該系列於2013年另外推出的單本雜誌《Pokémon the Comic》中公布其稱號為「立志者」，代表其堅強意志的特質及對應意志神奇寶貝－亞克諾姆。
人物藍本來自於電玩鑽石、珍珠、白金版勁敵。生日是6月6日（雙子座）。
年齡：第七章、第八章12歲
持有的神奇寶貝：
- 小火彥♂／小火焰猴→猛火猴→烈焰猴
- 聒噪彥♂／聒噪鳥
- 倫琴彥♂／倫琴貓
- 泳氣彥♂／泳氣鼬
- 地鼠彥♂／地鼠
- 泰羅彥♂／肯泰羅

普蘭汀娜（Platinum，白金）
全名：普蘭汀娜·貝爾里慈（Platinum Berlitz）
第七章的女主角和第八章的主角，在本名公佈前以大小姐代稱，出身神奧地區的學界名門「貝爾里慈家族」，言行舉止及氣質都符合千金小姐的感覺。在踏上旅途前，曾與父親擔任過山梨博士的助手，在家平均每天讀數個小時的書，所以學識豐富，但在外並無多少實際經驗，也因此凡事都想親自體驗。
在第七章一開始誤將戴亞與帕爾當成保鑣，及被兩人誤當為導遊小姐而與他們踏上前往天冠山蒐集製造家徽材料的旅途，雖然一開始只將戴亞和帕爾當作保鑣對待，但隨著感情的增加漸漸的成了朋友。為了體驗打道館而在旅行過程中挑戰各個道館館主並獲得徽章，在不經意的情形下創下二十五天內收集完六枚徽章的紀錄。
後來被捲入銀河隊事件，雖然對戴亞和帕爾隱瞞他們不是真的保鑣的真相感到震驚，但隨後並重新振作和好。三人分頭行動前往三大湖，普蘭汀娜前往睿智湖與兩館主阻止銀河隊捕捉傳說神奇寶貝由克希但失敗。之後闖入銀河隊總部與戴亞和帕爾解放三湖神，但為了順利解放三湖神而將神奇寶貝圖鑑交給了反派。最後於天冠山解決事件。
第八章再度與戴亞和帕爾分開，和國際刑警大帥一起在神奧對戰開拓區調查銀河隊與「崩潰的世界」（毀壞的世界）情報，為了接近掌管各設施的開拓之腦，一邊挑戰一邊調查。之後進入「崩潰的世界」與戴亞和帕爾會合一同阻止冥王的野心，也尋回了先前受到銀河隊反物質武器攻擊而迷失在異空間中的保鑣。隨後三人也從反派手中取回圖鑑。
在神奇寶貝對戰方面擁有亮眼的成績，不僅持有神奧地區的八枚徽章、緣之市的超級華麗大賽贏得優勝、還集齊了神奧對戰開拓區的五枚紀念印花。
在該系列於2013年另外推出的單本雜誌《Pokémon the Comic》中公布其稱號為「知曉者」，代表其豐富知識的特質及對應知識神奇寶貝－由克希。
人物藍本來自於電玩鑽石、珍珠、白金版女主角。生日是10月27日（天蠍座）。
年齡：第七章、第八章12歲
持有的神奇寶貝：
- 帝王拿波♀／波加曼→波皇子→帝王拿波
- 烈焰馬♂／小火馬→烈焰馬
- 長耳兔♀／長耳兔
- 櫻花兒♀／櫻花兒
- 帕奇利茲♀／帕奇利茲
- 雪妖女♀／雪妖女

### 合眾地區的圖鑑持有者
布萊克（Black，黑）
第十章的主角，目標稱霸神奇寶貝聯盟。從小並對神奇寶貝對戰十分感興趣，親自調查與神奇寶貝對戰有關的所有資料，在得知神奇寶貝聯盟後立志要打敗四天王與冠軍，為了能出發旅行努力吸引博士注意徵求成為圖鑑持有人。思考靈敏且擅長分析，但由於大腦被稱霸聯盟的夢想佔據而無法集中注意力，為此當布萊克需要冷靜思考的時候會以食夢夢吸光夢想來讓大腦淨空，再將眼前的一切資訊分析來推理出答案。也經常會以吶喊的方式來作為夢想宣言和鼓舞。
因緣下與BW藝能公司社長懷特相遇，因一場意外不小心弄壞了拍攝器材，但懷特出面願意代負賠償責任，條件是要布萊克在還清債務前加入BW藝能公司，兩人從此一起行動。旅程中與電漿隊多次衝突，對他們否定人們與神奇寶貝間羈絆的「理想」不能認同，之後在與懷特分離後決意協助道館館主對抗電漿隊。七寶博物館一戰後被傳說神奇寶貝雷希拉姆化作的光明石所選上，被夏卡期許能成為合眾地方的「真實」，但本人卻對此感到迷惑甚至畏懼可能因此無法參與聯盟賽。
之後在與電漿隊的王N的一場對決中因為誤解食夢夢離自己而去而大受打擊，但在其神奇寶貝的打氣下重新振作，並成功取得八枚徽章進入聯盟賽，於聯盟賽中勝出。隨後成功復甦雷希拉姆與電漿隊展開決戰，最終擊敗了N與捷克羅姆，雙方也對彼此的理念有一定的理解。雖然瓦解了電漿隊的陰謀，但卻遭到電漿隊的實際首領魁奇思斯突襲，使得布萊克與正要轉換回光明石的雷希拉姆一同被吸入石內，最後在懷特的面前飛向遠方，就此失蹤。
在該系列於2013年另外推出的單本雜誌《Pokémon the Comic》中公布其與懷特的稱號為「夢想者」，代表其追求夢想的特質。
人物藍本來自於電玩黑、白版男主角。生日是10月8日（天秤座）。
年齡：第十章14歲→第十一章16歲
持有的神奇寶貝：
- 暖暖→炒炒→武王♂／暖暖豬→炒炒豬→炎武王
- 夢蝕♂／食夢夢→夢夢蝕
- 勇士♂／毛頭小鷹→勇士鷹
- 蜘蛛♂／電蜘蛛
- 海龜♂／原蓋海龜→肋骨海龜
- 雷希拉姆／雷希拉姆

懷特（White，白）
第十章的女主角，BW藝能公司社長，以神奇寶貝做演員來從事演藝事業。在因緣際會下與布萊克相遇，因剛好需要布萊克的雄性暖暖豬幫忙演出，並在一場意外將布萊克拉攏做為BW藝能公司的員工，同時亦以在聯盟賽上宣傳BW藝能公司為條件支援布萊克的夢想。
起初完全不會神奇寶貝對戰，不過相對的在業務能力方面（企劃構想、行銷等）十分優秀，甚至通過提案被聘請籌備雷文市的神奇寶貝音樂劇，是一位能幹的社長。在雷文市舉辦音樂劇之後遇上電漿隊的王N，被他指責只顧演藝而沒有聽見神奇寶貝想要對戰的聲音，在她最照顧的的雌性暖暖豬演員小豬豬選擇離開自己跟隨N後大受打擊。在重新振作之後，為了挑戰神奇寶貝對戰而決定暫時歇業搭上對戰地鐵，與布萊克暫時分開。
原先非圖鑑持有人，不過後來從布萊克的兒時玩伴白露手中得到了圖鑑。在與布萊克重逢之後對於自己的夢想更加堅定。在聯盟賽上協助偵察敵情，後從電漿隊的愛與和平女神口中得知N的身世，同時亦重新接納小豬豬回歸BW藝能公司。
在第十一章中被揭示為影城「神奇寶貝好萊塢」的企劃人，另一方面也積極尋找布萊克的下落。
在該系列於2013年另外推出的單本雜誌《Pokémon the Comic》中公布其與布萊克的稱號為「夢想者」，代表其追求夢想的特質。
人物藍本來自於電玩黑、白版女主角。生日是10月5日（天秤座）。
年齡：第十章14歲→第十一章16歲
持有的神奇寶貝：
- 阿曼達♀／青藤蛇→君主蛇
- 潔西卡♀／四季鹿
- 蘭茜♀／保母曼波
- 桃樂絲♀／泥巴魚
- 單寶♂／單卵細胞球→雙卵細胞球
- 芭芭拉♀／禿鷹ㄚ頭

黑次（拉克茲）（Lack-two，黑2）
第十一章的主角，檜扇市神奇寶貝訓練家學園的學生，但實際上是國際刑警的成員之一，代號為「黑色2號」，為了找尋一名現年十二歲曾經是電漿隊成員的少女才潛入校園。在學校時表現得像是對搭訕女孩子很有一套的花花公子，私底下和工作時卻非常認真嚴謹。由於其工作能力及搭訕技巧甚至被上級稱呼為「完美先生」（Mr. Perfect）。階級為警視，比前來會和的大帥還高，所以在這次任務中成了他的上司。因在班級對戰男生組中獲勝，而從白露手中得到了神奇寶貝圖鑑。
在校期間多次試探白慈的底細，最後終於於電漿隊巡防艦上證實其身分就是那名少女。兩人隨後達成共識，決定先救出被電漿隊控制的傳說神奇寶貝酋雷姆，但卻遭電漿隊的新首領阿克羅瑪命酋雷姆將其冰凍，最後兩人沉入海底遺跡。
是名禁慾主義者，因此對於感情認知十分缺乏（同情、殘忍、害怕之類的）。由於其雇人非法入侵國際刑警網路及擅自挪用被管理的危險神奇寶貝（蓋諾賽克特），在海底遺跡醒過來不久後並得知其遭國際刑警解雇。
在2017年推出的設定集《ポケSPedia》中公布其稱號為「逮捕者」，代表其國際刑警的身分。
人物藍本來自於電玩黑版2、白版2男主角。生日是5月4日（爆炸頭水牛座，對應現實的金牛座）。
年齡：第十一章12歲
持有的神奇寶貝：
- 雙刃丸♂／雙刃丸
- 凱路迪丸／凱路迪歐
- 蓋諾賽克特／蓋諾賽克特
- 蠍王丸♂／天蠍王
- 刀盔丸♂／鐮刀盔
- 騎士蝸牛／蓋蓋蟲→騎士蝸牛

白慈（懷茲）（Whi-two，白2）
第十一章的女主角，新加入檜扇市神奇寶貝訓練家學園的轉學生。曾經是電漿隊成員之一，但在兩年前的事件後已隨著母親離隊。她的項鍊上顯示有一張照片是N，對他一絲掛念。項鍊中暗藏著紀錄電漿隊機密及對抗「阿克羅瑪機器」（阿克羅瑪用它來控制神奇寶貝）開發資料的記憶卡。因在班級對戰女生組中「不小心」獲勝，而從白露手中得到了神奇寶貝圖鑑。受到過去曾是電漿隊成員的影響，本人對於使用神奇寶貝圖鑑似乎有些排斥，並且也從未將其擁有的寶貝球菇收入寶貝球中。對於黑次積極地與其搭訕感到有些困惱及在意。
起先認為電漿隊的理念皆是出於對神奇寶貝的善意，但後來在飛雲市目睹搶奪別人神奇寶貝的新生電漿隊而受到動搖，之後因項鍊不小心弄丟被阿修撿到而身分險些在眾人前曝光，並也得知阿修遭電漿隊搶奪神奇寶貝的過去。在與阿修對質時遇上電漿隊駕駛飛行巡防艦冰凍整座城市。之後在巡防艦上與黑次雙方識破彼此身分，同時對於其只是為了任務而接近她感到十分震驚及混亂，但在調適心情後決定先與黑次一同救出被控制的酋雷姆，隨後遭阿克羅瑪命酋雷姆將其冰凍並沉入海底遺跡。
在2017年推出的設定集《ポケSPedia》中公布其稱號為「解放者」，代表其電漿隊成員的身分。
人物藍本來自於電玩黑版2、白版2女主角。生日是9月16日（哥德小童座，對應現實的處女座）。
年齡：第十一章12歲
持有的神奇寶貝：
- 小菇♂／寶貝球菇
- 敏捷蟲／小嘴蝸→敏捷蟲
- 妖火紅狐♀／妖火紅狐

### 卡洛斯地區的圖鑑持有者
艾克斯（X）
第十二章的主角，童年時曾是神奇寶貝兒童盃大會的冠軍，不過也因此承受外界給予的過大壓力，之後並將自己關在家中足不出門。後來家被閃焰隊給燒毀，不得已才再次踏出屋外。
在2017年推出的設定集《ポケSPedia》中公布其稱號為「隱蔽者」，代表其長年待在家中不出門的習性。
人物藍本來自於電玩X、Y版男主角。生日是11月6日（天蠍座）。
年齡：第十二章12歲
持有的神奇寶貝：
- 馬栗索♂／哈力栗→胖胖哈力→布里卡隆
- 袋袋&小袋袋♀／袋龍（→超級袋龍）
- 薩拉火♂／小火龍→火恐龍→噴火龍（→超級噴火龍X）
- 艾雷克♂／雷電獸（→超級雷電獸）
- 拉斯魔♂／耿鬼（→超級耿鬼）
- 路特♂／大甲（→超級大甲）

華依（Y）
全名：華依·納·卡貝娜（ワイ・ナ・ガーベナ，Y na Gābena）
第十二章的女主角，艾克斯的兒時玩伴，是一名天空訓練家。在艾克斯將自己關在家中的期間總是不斷的到他家前關心並催促他出來。母親是一名有名的鐵甲犀牛騎師。
在2017年推出的設定集《ポケSPedia》中公布其稱號為「飛翔者」，代表其天空訓練家的身份及擅長空中對戰。
人物藍本來自於電玩X、Y版女主角。生日是2月2日（水瓶座）。
年齡：第十二章12歲
持有的神奇寶貝：
- 呱呱♂／呱呱泡蛙→呱頭蛙→甲賀忍蛙
- 小箭♀／小箭雀→火箭雀
- 犀犀♂／鐵甲犀牛
- 布布♀／伊布→仙子精靈
- 梭梭♂／阿勃梭魯（→超級阿勃梭魯）
- 哲哲／哲爾尼亞斯

### 阿羅拉地區的圖鑑持有者
桑恩（Sun，太陽）
第十四章的主角，由於不明原因為了籌得一億日圓而四處打工，本職為送貨員。見錢眼開，只要有錢並能讓他燃起動力。原為關都人，現生活在阿羅拉地區。以工作為名正展開諸島巡禮中。
在2017年推出的設定集《ポケSPedia》中公布其稱號為「儲蓄者」，代表其以存錢為目標。
人物藍本來自於電玩太陽、月亮、究極之日、究極之月版男主角。生日是8月31日（處女座）。
年齡：第十四章11歲
持有的神奇寶貝：
- エン♂／火斑喵→炎熱喵→熾焰咆哮虎
- ダラー♂／喵喵（阿羅拉型態）
- バーツ♂／弱丁魚
- フラン♂／謎擬Q
- ドン♂／好勝毛蟹
- レイ／壘磊石

暮恩（Moon，月亮）
第十四章的女主角，是一名藥劑師也是神奇寶貝研究員，為了將洛托姆交付給正在進行相關研究的庫庫伊博士而來到阿羅拉地區。除了配置藥物外亦擅長弓術。為了協助桑恩完成任務及獲取幻之樹果而和他一同展開諸島巡禮。來自神奧地區。持有洛托姆圖鑑。
在2017年推出的設定集《ポケSPedia》中公布其稱號為「調合者」，代表其擅長製藥的能力。
人物藍本來自於電玩太陽、月亮、究極之日、究極之月版女主角。生日是1月1日（摩羯座）。
年齡：第十四章11歲
持有的神奇寶貝：
- 狙射樹梟♂／木木梟→投羽梟→狙射樹梟
- 蟲電寶♂／強顎雞母蟲→蟲電寶
- 好壞星♀／好壞星
- 臭臭泥♂／臭泥→臭臭泥（阿羅拉型態）

### 伽勒爾地區的圖鑑持有者
創人（Soudo/Sword，劍）
全名：劍 創人（剣 創人，つるぎ そうど）
第十五章的主角，暱稱小創，是一名「身具匠人」（指修復神奇寶貝攜帶於身上的配件或物品的職業）。協助木蘭博士進行有關神奇寶貝極巨化的研究。
歷代首個漢字命名的主角。
人物藍本來自於電玩劍、盾版男主角。生日是12月1日（射手座）。
持有的神奇寶貝：
- スティックン♂／敲音猴→啪咚猴→轟擂金剛猩
- ランスン♂／大蔥鴨（伽勒爾型態）→蔥遊兵
- テッコツン♂／鐵骨土人
- グンバイン♂／智揮猩
- ステッキン♂／踏冰人偶
- アーマン♂／熊徒弟→武道熊師（連擊流）

希露朵米莉雅（Shieldmilia，盾）
全名：盾 希露朵米莉雅（盾 シルドミリア）
第十五章的女主角，暱稱小希，是一名電腦工程師。協助木蘭博士進行有關極巨化的研究，還開發出了能體驗極巨化對戰的投影模擬機。個性多話且音量大。
人物藍本來自於電玩劍、盾版女主角。生日是3月14日（雙魚座）。
持有的神奇寶貝：
- ビット／炎兔兒→騰蹴小將→閃焰王牌
- キロ／刺梭魚
- テラ／顫弦蠑螈（低調型態）
- ペタ／冰砌鵝
- メガ／泥巴魚（伽勒爾型態）
- ギガ／列陣兵

### 帕底亞地區
維爾利特（暫）（Violet，紫）
全名：維爾利特·蘭格（バイオレット・ラング）
第十六章的主角。

### 其他的圖鑑持有者
小光
自小體弱多病，在路比的協助下獲得第一隻神奇寶貝，後到綠蔭鎮療養。之後千里為他特訓，使他的實力與健康都有所提升，並協助千里解除烈空坐的封印。
黑連
布萊克的兒時玩伴，原為預定的圖鑑持有人，然而圖鑑先是故障，只好在只帶藤藤蛇的狀況下出發，後雖修復好但尚未交待後續。曾遭到電漿隊洗腦而與布萊克對立。
於合眾聯盟賽中打進準優勝。之後在第十一章擔任檜扇市的神奇寶貝訓練家培育學園的老師。
白露
布萊克的兒時玩伴，原為預定的圖鑑持有人，然而圖鑑故障，只好在只帶水水獭的狀況下出發。
對神奇寶貝的基礎知識毫不了解，曾受布萊克指導，後覺得自身能力不足而將剛修好的圖鑑轉讓給了懷特。目前為想更多加了解神奇寶貝而朝成為紅豆杉博士的助手為目標努力。

## 寶可夢聯盟

### 道館館主

#### 關都地區的館主
《神奇寶貝特別篇》中代表關渡地區的館主們，因寶可夢早期對於反派組織火箭隊沒有所謂幹部成員設定的關係，也就因此將關都八個道館館主劃分為對抗邪惡組織火箭隊的正派館主及身為火箭隊幹部成員的反派館主。但在火箭隊一度被瓦解下，除了身為火箭隊領袖的坂木失去蹤跡外，其他反派館主都脫離火箭隊。
- 小剛（Brock）

深灰道館館主
- 小霞（Misty）

華藍道館館主
- 馬志士（Lt. Surge）

枯葉道館館主，也是聖特安努號船長，火箭隊的幹部成員。
- 莉佳（Erika）

玉虹道館館主
- 阿桔（Koga）

淺紅道館館主，火箭隊的幹部成員。
- 阿杏（Janine）

淺紅道館館主，阿桔的女兒
- 娜姿（Sabrina）

金黃道館館主，本身是名超能力者，火箭隊的幹部成員。
- 夏伯（Blaine）

紅蓮道館館主，原為火箭隊的科學家
- 坂木（Giovanni）

- 小茂（青綠）（Green）

#### 城都地區的館主
《神奇寶貝特別篇》中代表成都地區的館主們
- 阿速（Falkner）

桔梗道館館主
- 阿筆（Bugsy）

檜皮道館館主
- 小茜（Whitney）

滿金道館館主
- 小松（Morty）

緣朱道館館主
- 阿四（Chuck）

湛藍道館館主
- 阿蜜（Jasmine）

淺蔥道館館主
- 柳伯/假面男（Pryce/Masked Man）

卡吉道館館主，同時也是火箭隊殘黨的首領假面男。
- 小椿（Clair）

煙墨道館館主

#### 豐緣地區的館主
- 杜娟 （ツツジ、Roxanne）

- 藤樹 （トウキ、Brawly）

- 鐵旋 （テッセン、Wattson）

- 亞莎 （アスナ、Flannery）

- 千里 （センリ、Norman）

- 娜琪 （ナギ、Winona）

- 楓&南 （フウとラン、Tate and Liza）

- 米可利 （ミクリ、Wallace）

琉璃道館館主，路比在華麗大賽的師父
- 亞當 （アダン、Juan）

琉璃道館館主，米可利的師父，路比的師公

#### 神奧地區的館主
- 瓢太 （ヒョウタ、Roark）

- 菜種 （ナタネ、Gardenia）

- 阿李 （スモモ、Maylene）

- 吉憲 （マキシ、Wake）

- 梅麗莎 （メリッサ、Fantina）

- 東鋼 （トウガン、Byron）

- 鈴菜（小菘） （スズナ、Candice）

- 電磁（電次） （デンジ、Volkner）

#### 合眾地區的館主
- 天桐 （デント、Cilan）、伯特 （ポッド、Chili）、寇恩 （コーン、Cress）
- 蘆薈 （アロエ、Lenora）
- 亞堤 （アーティ、Burgh）
- 小菊兒 （カミツレ、Elesa）
- 菊老大 （ヤーコン、Clay）
- 風露 （フウロ、Skyla）
- 哈奇庫 （ハチク、Brycen）
- 夏卡 （シャガ、Drayden）和艾莉絲 （アイリス、Iris）
- 霍米加 （ホミカ、Roxie）
- 西子伊 （シズイ、Marlon）

#### 卡洛斯地區的館主
- 紫羅蘭 （ビオラ、Viola）
- 查克洛 （ザクロ、Grant）
- 可爾妮 （コルニ、Korrina）
- 福爺 （フクジ、Ramos）
- 希特隆 （シトロン、Clemont）
- 瑪綉 （マーシュ、Valerie）
- 葛吉花 （ゴジカ、Olympia）
- 得撫 （ウルップ、Wulfric）

#### 伽勒爾地區的館主
- 亞洛 （ヤロー、Milo）
- 露璃娜 （ルリナ、Nessa）
- 卡蕪 （カブ、Kabu）
- 彩豆 （サイトウ、Bea）
- 歐尼奧 （オニオン、Allister）
- 波普菈 （ポプラ、Opal）
- 彼特 （ビート、Bede）
- 瑪瓜 （マクワ、Gordie）
- 美蓉 （メロン、Melony）
- 奇巴納 （キバナ、Raihan）

### 隊長&島嶼之王/島嶼女王

#### 隊長
- 伊利馬 （イリマ、Ilima）
- 水蓮 （スイレン、Lana）
- 瑪奧 （マオ、Mallow）
- 卡奇 （カキ、Kiawe）
- 馬瑪內 （マーマネ、Sophocles）
- 阿塞蘿拉 （アセロラ、Acerola）
- 茉莉 （マツリカ、Mina）

#### 島嶼之王/島嶼女王
- 哈拉（Hala）
- （Olivia）
- 默丹（Nanu）
- 哈普烏（Hapu）

### 四天王和冠軍

#### 關都地區的四天王和冠軍
關都四天王是《黃》的反派，《神奇寶貝特別篇》是精靈寶可夢系列中極少數將四天王設定為反派組織的作品。在《黃》之後，四天王仍舊是主角要挑戰的目標，但並不屬於反派組織。關都四天王的目標是創造出神奇寶貝世界。除了厲害的訓練家之外，不留下任何人類。他們是民間組成的四天王，非聯盟正式成立。
- 科拿 （カンナ、Lorelei）
- 希巴 （シバ、Bruno）
- 菊子 （キクコ、Agatha）
- 阿渡 （ワタル、Lance）

#### 城都地區的四天王
《神奇寶貝特別篇》中城都四天王
- 希巴 （シバ、Bruno）

- 阿桔 （キョウ、Koga）

- 一樹 （イツキ、Will）
- 梨花 （カリン、Karen）

#### 豐緣地區的四天王和冠軍
- 花月 （カゲツ、Sidney）
- 芙蓉 （フヨウ、Phoebe）
- 波妮 （プリム、Glacia）
- 源治 （ゲンジ、Drake）
- 茲伏奇大吾 （ツワブキ・ダイゴ、Steven Stone）
- 米可利 （ミクリ、Wallace）

#### 神奧地區的四天王和冠軍
- 阿柳 （リョウ、Aaron）
- 菊野 （キクノ、Bertha）
- 大葉 （オーバ、Flint）
- 悟松 （ゴヨウ、Lucian）
- 竹蘭 （シロナ、Cynthia）

#### 合眾地區的四天王和冠軍
- 婉龍 （シキミ、Shauntal）
- 越橘 （ギーマ、Grimsley）
- 嘉德麗雅 （カトレア、Caitlin）
- 連武 （レンブ、Marshal）
- 阿戴克 （アデク、Alder）

#### 卡洛斯地區的四天王和冠軍
- 帕琦拉 （パキラ、Malva）
- 志米 （ズミ、Siebold）
- 雁鎧 （ガンピ、Wikstrom）
- 朵拉塞娜 （ドラセナ、Drasna）
- 卡露乃 （カルネ、Diantha）

#### 阿羅拉地區的四天王
- 馬睿因（Molayne）
- （Olivia）
- 阿塞蘿拉（Acerola）
- 卡希麗（Kahili）

#### 伽勒爾地區的冠軍
- 丹帝 （ダンデ、Leon）

## 對戰設施館主

### 開拓之腦

##### 豐緣
- 工厰頭目 達拉 （ファクトリーヘッド ダツラ、Factory Head Nolan）
- 競技場主將 黃瓜香 （アリーナキャプテン コゴミ、Arena Tycoon Greta）
- 巨蛋超級巨星 希爾斯 （ドームスーパースター ヒース、Dome Ace Tucker）
- 水管皇后 小薊 （チューブクイーン アザミ、Pike Queen Lucy）
- 宮殿守護者 宇康 （パレスガーディアン ウコン、Palace Maven Spenser）
- 對戰大君 莉拉 （タワータイクーン リラ、Salon Maiden Anabel）
- 金字塔法老 神代 （ピラミッドキング ジンダイ、Pyramid King Brandon）

##### 神奧
- 對戰大君 桄榔 （タワータイクーン クロツグ、Tower Tycoon Palmer）
- 工厰頭目 捩木 （ファクトリーヘッド ネジキ、Factory Head Thorton）
- 輪盤女神 大麗 （ルーレットゴーデス ダリア、Arcade Star Dahlia）
- 城堡對戰者 石蘭 （キャッスルバトラー コクラン、Castle Valet Darach）
- 舞台女主角 凱特 （ステージマドンナ ケイト、Hall Matron Argenta）

### 地下鐵總控官
- 北尚（クダリ、Ingo）
- 南廈（クダリ、Emmet）

## 反派

### 火箭隊/火箭隊殘黨
在《神奇寶貝特別篇》中，火箭隊的名稱被設定成一句口號的縮寫，該口號為「Raid On the City, Knock out, Evil Tusks.」（襲擊各大城市吧，我邪惡的爪牙們！），取首字拼成「ROCKET」（火箭）。火箭隊由坂木領軍，除了遊戲中的四位幹部以外，另原創了三獸士做為首領坂木的親衛隊。在第一章中，馬志士、阿桔、娜姿這三個道館館主是他旗下的成員，館主夏伯原本也是火箭隊旗下的科學家，但後來退出了。火箭隊的宗旨是所有的神奇寶貝都是為了火箭隊而服務。
柳伯是卡吉練功場場主，擅長冰系神奇寶貝，他因為以前的過錯，造成小乘龍失去雙親，為了彌補過錯，所以需要具有時空移轉能力的雪拉比以回到過去，因而進行龐大的計劃。他戴上面具成為「戴面具的男子」，透過鳳王抓來六個有天份的孩子並訓練他們，讓他們協助自己的時空旅行計劃。
三獸士是特別篇原創的三位火箭隊幹部，在坂木離開後，三獸士之中的查克拉企圖將火箭隊佔為己有，但四將軍認為不遵循坂木理想的人不配成為火箭隊首領，因而阻止查克拉。
- 坂木 （サカキ、Giovanni）
- 健 （ケン、Ken）
- 良 （リョウ、Al）
- 哈利 （ハリー、Harry）
- 卡特 （カーツ、Carl）
- 加姆 （シャム、Sham）
- 三獸士 （三獣士、Three Beasts）
  - 查克拉 （チャクラ、Carr）
  - 歐卡 （オウカ、Orm）
  - 沙奇 （サキ、Sird）
- 四將軍 （四将軍、Four Generals）
  - 阿波羅 （アポロ、Archer）
  - 雅典娜 （アテナ、Ariana）
  - 拉姆達 （ラムダ、Petrel）
  - 蘭斯 （ランス、Proton）

### 火岩隊&水艦隊
火岩隊和水艦隊是兩支在豐緣地方的組織，他們各自的目標是擴大陸地和海洋的面積。兩個組織的規模相差甚大，火岩隊規模較小、水艦隊的首領則是電視台老闆，因而可以掌控媒體掩蓋消息。兩個組織的領導者在海底試圖控制紅色寶珠和藍色寶珠，在失去掌控後、固拉多與蓋歐卡引發了衝突使得世界為之震盪。

#### 火岩隊
- 赤焰松 （マツブサ、Maxie）
- 火村 （ホムラ、Tabitha）
- 篝火 （カガリ、Courtney）
- 火影 （ホカゲ、Blaise）

#### 水艦隊
- 水梧桐 （アオギリ、Archie） / 鎧甲男 （ガイル・ハイダウト、Guile Hideout）
- 潮 （ウシオ、Matt）
- 泉 （イズミ、Shelly）
- 滴 （シズク、Amber）

### 銀河隊
神奧地區的犯罪組織銀河隊的目標是創造新世界，領導者赤日被戴亞、帕爾和普蘭汀娜擊敗後進入了反轉世界，銀河隊底下的科學家便成了新領導者，但其餘的指揮官仍認為他們的首領只有赤日一人，因此試圖找到他。在反轉世界中，赤日發現自己的目標只是一場空，便下令解散了銀河隊。
- 赤日 （アカギ、Cyrus）
- 夥星 （マーズ、Mars）
- 歲星 （ジュピター、Jupiter）
- 鎮星 （サターン、Saturn）
- 冥王 （プルート、Charon）

### 電漿隊/電漿隊殘
電漿隊認為神奇寶貝只有脫離人類的掌控才是最好的，他們的領導者N像王一樣受成員尊敬，然而事實上、N受到他的養父、組織的幕後策劃者魁奇思的洗腦。魁奇思的目的並非解放神奇寶貝，而是將所有神奇寶貝盡收電漿隊旗下。
- N（エヌ、N）
- 七賢人 （七賢人、Seven Sages）
  - 魁奇思 （ゲーチス、Ghetsis）
  - 格雷 (ヴィオ、Zinzolin）
  - 約格斯 (リョクシ、Ryoku）
  - 傑洛 (ジャロ、Giallo）
  - 羅德 (ロット、Rood）
  - 斯姆拉 (スムラ、Bronius）
  - 阿蘇拉 (アスラ、Gorm）
- 黑暗三人組 （ダークトリニティ、Shadow Triad）
- 阿克羅瑪 （アクロマ、Colress） / 斗篷怪人 （フードマン、Hood Man）

### 閃焰隊
閃焰隊是卡洛斯地區的組織，他們掌控媒體以掩蓋犯罪事實。首領弗拉達利的目標是啟動最終兵器。
- 弗拉達利 （フラダリ、Lysandre）
- 阿可碧 （アケビ、Aliana）
- 芭菈 （バラ、Byrony）
- 克蕾兒 （コレア、Celosia）
- 茉蜜姬 （モミジ、Mable）
- 庫瑟洛斯奇 （クセロシキ、Xerosic）
- 瑪琪艾兒 （マチエール、Emma） / 艾絲普莉 （エスプリ、Essentia）

### 骷髏隊&以太基金會

#### 骷髏隊
- 古茲馬 （グズマ、Guzma）
- 布爾美麗 （プルメリ、Plumeria）
- 格拉吉歐 （グラジオ、Gladion）

#### 以太基金會
- 露莎米奈 （ルザミーネ、Lusamine）
- 扎奧博 （ザオボー、Faba）
- 碧珂 （ビッケ、Wicke）

### 究極調查隊
- 達爾斯 （ダルス、Dulse）：
- 阿瑪茉 （アマモ、Zossie）：
- 米翎 （ミリン、Soliera）：
- 西奧尼拉 （シオニラ、Phyco）：

### 吶喊隊&馬洛科蒙

#### 吶喊隊
- 聶梓 （ネズ、Piers）
- 瑪俐 （マリィ、Marnie）

#### 馬洛科蒙
- 洛茲 （ローズ、Rose）
- 奧利薇 （オリーヴ、Oleana）

## 配角

### 寶可夢博士
大木博士
研究神奇寶貝的權威，他年輕時稱霸了神奇寶貝聯盟，但後來將興趣轉往研究，製作了圖鑑並分送給年輕的訓練家，讓他們收集神奇寶貝的資料。
空木博士
小田卷博士
索藍斯博士
山梨博士
柳瀨·貝爾里慈
貝立茲
芥子蘭博士
紅豆杉博士
紅豆杉爸爸
真菰
布拉塔諾博士
庫庫伊博士
芭内特博士
成也・大木
木蘭博士

### 寄放系統開發者
正輝
全名曾根崎正輝，神奇寶貝傳送系統的開發成員。
阿錦
阿資
真由美
水木
松露
酷羅凱爾
馬睿因

### 其它角色
柏卡、烏茲
是原本受雇保護普蘭汀娜的真正保鑣，由於信件在陰錯陽差之下讓戴亞和帕爾撿去，他們便四處追查普蘭汀娜的下落。在找到普蘭汀娜的前一刻遭到銀河隊的幹部以反物質武器攻擊，將遺志託付給戴亞和帕爾後消失。之後於第八章出現於反轉世界，平安無事。
大帥
國際警察，在第八章追捕銀河隊﹔與普蘭汀娜一起行動。後來在第十章、第十一章獲派往合眾地區追捕電漿隊的七賢人。

## 註解
1. ↑  雖然原作漫畫中主角名字取名為赤紅，但中文及其他部分地區的出版社以動畫版主角小智的名字加以延用於翻譯。小茂部份亦同。
2. ↑  也是特別篇單行本第1集的發售日。
3. ↑  由於第六章時小藍已過完生日，故為17歲。
4. ↑  也是特別篇開始連載的日子。
5. ↑  普蘭汀娜設定為初期一直以大小姐代稱而不出現真實名字，直到白金版遊戲發行才揭露了她的名字
6. ↑  雖然於單行本上普蘭汀娜的年齡第七章、第八章都是12歲，但由於時間軸與後來公布的生日衝突，經由作者在推特上修正後，第七章前期為11歲，後期開始為12歲，官網隨後也跟著更新。
7. 1 2  根據時間軸前期應為13歲。